# تعقيم بالإشعاع
التعقيم بالإشعاع (Radappertization) هو شكل من أشكال التعريض الإشعاعي للأغذية والذي يشمل وضع جرعة من الإشعاع المُؤَيّن تكفي للتقليل من عدد ونشاط الكائنات الحية الدقيقة إلى الحد الذي يكون فيه عدد قليل جدًا منها –إن وُجد- قابلًا للكشف في الأغذية المُعالَجة بأي طريقة معترف بها (باستثناء الفيروسات).
ولا يفترض أن يُصاب الغذاء المعالج بهذه الطريقة بأي تلف أو تسمم ميكروبي  بغض النظر عن الظروف التي يتم تخزينه فيها ولكن بشرط أن تظل العبوة غير تالفة، وتتراوح الجرعة المطلوبة عادةً بين 25-45 كيلو جراي؛ والأغذية المعقمة بالإشعاع والمُغلفة بطريقة صحيحة سوف تبقى كما هي لأجل غير مسمى.
كلمة (Radappertization) مُشتقة من دمج كلمتي إشعاع (radiation) و(Appert) وهو اسم العالم والمهندس الفرنسي الذي ابتكر فكرة الأغذية المُعقمة لصالح جيوش نابليون.